# 요스트 뷔르기

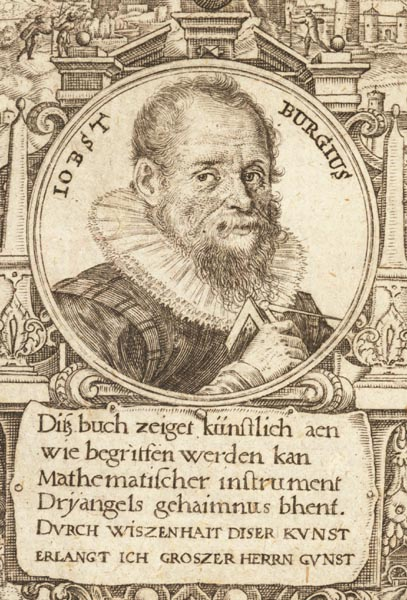

요스트 뷔르기(독일어: Jost Bürgi, 1552년 2월 28일 ~ 1632년 1월 31일)는 주로 카셀과 프라하의 궁정에서 활동했던 스위스의 시계 제조공이자 천문 기기 제작자, 수학자이다.